# Exoprosopa fastidiosa
Exoprosopa fastidiosa är en tvåvingeart som beskrevs av Mario Bezzi 1921. Exoprosopa fastidiosa ingår i släktet Exoprosopa och familjen svävflugor. Inga underarter finns listade i Catalogue of Life.